# تمدد الأرض

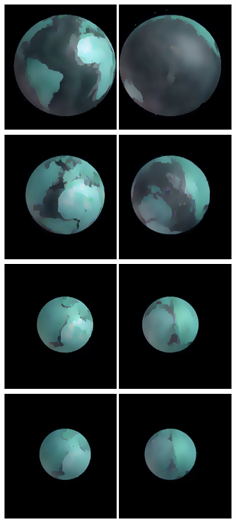
الأرض.

تمدد الأرض تجزم نظرية تمدد الأرض  أو توسعها بأن موقع القارات وحركتها النسبية يعودان بصورة
جزئية على الأقل إلى ازدياد حجم الأرض. وفي المقابل، فإن نظرية التبريد الجيوفيزيائي العالمية كانت النظرية التي تنص على أن ظواهر المختلفة يمكن أن تُفسر بانكماش الأرض.
ورغم الإشارة التاريخية إليها، إلا أن الإجماع العلمي قد صرف النظر عن القول بوجود أي تمدد أو
انكماش معتبر للأرض منذ اكتشاف الصفائح التكتونية في السبعينيات.

## الصيغ المختلفة للنظرية
هناك 3 صيغ لنظرية تمدد الأرض:
1. ظلت كتلة الأرض ثابتة، وبالتالي فإن سحب الجاذبية على السطح قد تناقص مع مرور الوقت
2. ازدادت كتلة الأرض مع حجمها بطريقة أبقت الجاذبية ثابة على السطح.
3. ازدادت جاذبية الأرض على سطحها مع مرور الوقت بصورة تتماشى مع النمو الافتراضي لكتلتها وحجمها.

 وتعد نظرية الدورات الحرارية  التي وضعها الفيزيائي الإرلندي
جون جولي نظرية توافقية بين تمدد الأرض وانكماشها.  حيث افترض جولي بأن الحرارة المنبعثة من
الإضمحلال الإشعاعي في باطن الأرض تطغى على تبريد السطح الخارجي للأرض. وقد وضع العالم جولي والعالم الجيولوجي
البريطاني ارثر هولمز نظرية افترضا فيها أن الأرض تفقد حرارتها
حين تتمدد في فترات دورية. وتنص نظريتهما أيضًا على أن التمدد قد تسبب في حدوث الشروخ والصدوع في بنية الأرض الداخلية والتي قد تمتلئ بالحمم البركانية، ثم
تتبعها مرحلة انخفاض حرارة حيث تتجمد فيها هذه الحمم البركانية لتعود صلبة كما
كانت مما يتسبب في انكماش الأرض
التمدد بكتلة ثابتة
خلال الرحلة البحرية الثانية لسفينة
بيجل اتش إم إس في عام 1834، دلت الفحوصات التي أجراها تشارلز داروين على السهول
المدرجة المطلة على سواحل ناهضة (الطافية) في الباتاجونيا على أن جزء كبير من شمال
أمريكا قد ارتفع لمستواه الحالي بسبب ارتفاعات متتابعة الحاصلة على مستوى هذه
الأرض بفعل قوى متساوية تقريبا. 
اقتراح  تشارلز لايل معلم داروين ان سبب هذا الارتفاع
هو عمل قوى على مساحات صغيرة بالقرب من القشرة الأرضية، إلا أن داروين افترض أن
هذا الإراتفاع على مستوى القارة يتطلب تمدد تدريجي لكتلة مركزية (وهي الكتلة
المركزية للأرض) والعاملة على القشرة الأرضية على فترات بحيث تكون هذه الارتفاعات
متحدة المركز مع شكل الكرة الأرضية (أو ما يقاربها في الشكل).
وقد وسع داروين هذا المفهوم في عام
1835 ليشمل جبال الأنديز كجزء من التمدد المنحني للقشرة الأرضية والراجع سببه إلى
عمل قوة واحدة مترابطة. ولكن بعدها بفترة ليست بطويلة، عرض داروين نظرية أخرى وهي
أنه بارتفاع الجبال هدأت قيعان المحيطات وهذا يفسر تشكل المرجان البحري. 
أعلن روبيرتو مانتوفاني عن فرضية تمدد الأرض وانجراف القارات في عامي 1889 و1909 ،
فبحسب اعتقاد مانتوفاني كانت تغطي قارة واحدة مرتبطة ببعضها سطح كرة أرضية أصغر
حجمًا. إلا أن التمدد الحراري حفزت النشاطات البركانية والتي بدورها تسببت بفصل
الكتلة الأرضية الواحدة إلى قارات أصغر حجمًا. وقد انجرفت هذه القارات بعيدا عن
بعضها بفعل مزيد من التوسع عند مناطق التيارات الزاحفة حيث المحيطات حاليا. بالرغم
من ملاحظة ألفريد ويجينير وجود بعض النقاط في نظرية مانتوفاني والتي تتفق مع
نظريته «انجراف القارات» إلى انه لم يذكر كون تمدد الأرض سببا لهذا
الانجراف كما ذكرت نظرية مانتوفاني.
.